# Memento Mori (álbum de Depeche Mode)
Memento Mori (en español, del latín, Recuerda que morirás) es el décimo quinto y último álbum del grupo inglés de música electrónica Depeche Mode (Martin Gore y Dave Gahan), producido desde 2020 y publicado en 2023.
Fue producido por James Ford. La mayoría de temas fueron escritos por Martin Gore, uno con Dave Gahan y cuatro con Richard Butler, quien se convirtió así en el primer colaborador externo de DM en 40 años de existencia; otro de los temas fue compuesto por Gahan con Christian Eigner y Peter Gordeno, y otro lo compuso con Eigner, Marta Salogni y el propio Ford.
Con motivo del disco, Depeche Mode realizó durante 2023-24 la gira Memento Mori World Tour con Eigner en la batería y Gordeno en teclados como músicos de apoyo. Posteriormente, en 2025 se anunció la publicación del documental Depeche Mode: M recogiendo material de tres conciertos en septiembre de 2023 en la Ciudad de México.
Tras el fallecimiento de Andrew Fletcher en 2022, es el primer y único álbum de DM como dueto. Es además el álbum de DM que más tiempo tomó para ser publicado, tras seis años desde el anterior, aunque ello más propiamente por la pandemia de COVID-19.

## Publicación y promoción
Es el primer álbum publicado con la banda como dueto tras el fallecimiento, solo cuatro meses antes del anuncio, de Andrew Fletcher, quien había estado con ellos desde su fundación en 1980. Al respecto, los integrantes aclararon que el disco fue comenzado en 2019, durante la pandemia de COVID-19; es decir, aún con participación de Fletcher y de hecho precisando que los temas fueron inspirados por ese tiempo. James Ford produjo el anterior material de DM, Spirit, por lo cual se convierte en otro productor con el cual repiten colaboración.
Sobre Fletcher, Gahan declaró que no lo reemplazarían, eso sería imposible, mientras al mismo tiempo ambos integrantes precisaron que tras su deceso se decidió continuar con el lanzamiento del álbum pues estuvieron seguros de que es lo que él hubiera querido, habría amado el álbum pues se encontraba muy entusiasmado con ello, lo cual le dio un nivel extra de significado; además, aclararon que el título, de la frase latina que se le decía a los militares victoriosos en la antigua Roma, no fue por su muerte, sino que se había decidido desde antes; un Memento Mori es un recuerdo de la inevitabilidad de la muerte, como un cráneo por ejemplo; Gore también reconoció que el título suena muy mórbido, pero puede verse como algo muy positivo pues lo interpreta en el sentido de que cada día debe vivirse al máximo.
Posteriormente a la presentación, Martin Gore detalló que tras el deceso de Fletcher no consideró terminar con el grupo, sino que fue probablemente más sano continuar con la grabación y la agenda prevista. El título fue inspirado por la pandemia, así como por haber llegado él a la edad de 61 años, lo cual le hizo pensar más en la mortalidad, pues es una representación perfecta de las canciones que grabaron; y es un título muy fuerte. Asimismo, Gore reconoció que no sabe qué harán después de esta experiencia.
Depeche Mode publicó el 9 de febrero de 2023 el primer sencillo, «Ghosts Again», junto con su correspondiente vídeo, dirigido por Anton Corbijn, un mes después. En adelanto se dio a conocer también el tema «My Cosmos is Mine», previo a la liberación del álbum. Posteriormente, en mayo de ese mismo año, se dio a conocer el vídeo del tema "Wagging Tongue", y después apareció como sencillo.

## Listado de canciones
El álbum apareció en siete ediciones, la estándar en disco compacto, en edición de lujo; en doble disco de vinilo en tres versiones; en casete y en streaming.

### Edición enCD
| Memento Mori |                         |                              |          |  |
| N.º          | Título                  | Escritor(es)                 | Duración |  |
| 1.           | «My Cosmos is Mine»     | Gore                         | 5:17     |  |
| 2.           | «Wagging Tongue»        | Gore, Gahan                  | 3:25     |  |
| 3.           | «Ghosts Again»          | Gore, Butler                 | 3:59     |  |
| 4.           | «Don't Say You Love Me» | Gore, Butler                 | 3:48     |  |
| 5.           | «My Favourite Stranger» | Gore, Butler                 | 3:57     |  |
| 6.           | «Soul With Me»          | Gore                         | 4:15     |  |
| 7.           | «Caroline's Monkey»     | Gore, Butler                 | 4:17     |  |
| 8.           | «Before We Drown»       | Gahan, Gordeno, Eigner       | 4:05     |  |
| 9.           | «People Are Good»       | Gore                         | 4:24     |  |
| 10.          | «Always You»            | Gore                         | 4:19     |  |
| 11.          | «Never Let Me Go»       | Gore                         | 4:04     |  |
| 12.          | «Speak to Me»           | Gahan, Salogni, Eigner, Ford | 4:36     |  |

La única diferencia con la edición de lujo exclusiva es que es una presentación más robusta y con más fotos en el booklet que la edición estándar. Es la edición denominada Casebook.

### Edición enLP
El álbum apareció también en formato de disco de vinilo, en dos diferentes presentaciones, la normal y otra exclusiva en color rojo translúcido; y una tercera en color cristal, exclusiva de Amazon.
La edición aparece en dos discos, aunque cada lado contiene cuatro temas, por lo cual el segundo lado del segundo disco esta en blanco, solo con un grabado, exactamente igual a como se hizo con el anterior álbum, Spirit.
Disco uno
| Lado A |                         |          |  |
| N.º    | Título                  | Duración |  |
| 1.     | «My Cosmos is Mine»     | 5:17     |  |
| 2.     | «Wagging Tongue»        | 3:25     |  |
| 3.     | «Ghosts Again»          | 3:59     |  |
| 4.     | «Don't Say You Love Me» | 3:48     |  |

| Lado B |                         |          |  |
| N.º    | Título                  | Duración |  |
| 1.     | «My Favourite Stranger» | 3:57     |  |
| 2.     | «Soul With Me»          | 4:15     |  |
| 3.     | «Caroline's Monkey»     | 4:17     |  |
| 4.     | «Before We Drown»       | 4:05     |  |

Disco dos
| Lado C |                   |          |  |
| N.º    | Título            | Duración |  |
| 1.     | «People Are Good» | 4:24     |  |
| 2.     | «Always You»      | 4:19     |  |
| 3.     | «Never Let Me Go» | 4:04     |  |
| 4.     | «Speak to Me»     | 4:36     |  |

### Edición en MC
Memento Mori fue el primer álbum de DM en reaparecer en formato de casete de cinta magnética de audio en color translúcido rojo, formato prácticamente abandonado desde el inicio del siglo, por lo que esta se presentó como una edición de colección, debido a que para 2023 es ya incluso difícil encontrar reproductores para el formato.
De acuerdo con la distribución tradicional, los primeros seis temas aparecieron en el lado A y los restantes seis en el lado B.

### Edición digital
Las plataformas digitales en las que se publicó Memento Mori fueron Spotify, Apple Music, Amazon Music, Pandora, iTunes, Soundcloud, Tidal y YouTube Music.
Con la actual y cada vez mayor prevalencia de estos sistemas, la edición digital en todas las plataformas en esta ocasión no presentó diferencia alguna de contenido con las ediciones físicas.

## Créditos
Martin Gore - guitarras, sintetizadores y segunda voz; además canta el tema Soul With Me.
David Gahan - voz principal.
Dedicado a la memoria de Andrew John Fletcher (1961-2022) de Depeche Mode.
James Ford - producción; sintetizadores adicionales, programación, piano, guitarra, bajo eléctrico y guitarra con pedal; arreglo adicional de cuerdas en el tema Don't Say You Love Me; batería y percusión.
Marta Salogni - ingeniería, programación adicional y mezcla.
Gregg White - asistente de estudio.
Francine Perry y Grace Banks - asistentes de mezcla.
Matt Colton - masterización.
Adrian Hierholzer - grabación adicional vocal en los temas Ghosts Again y Dont Say You Love Me.
Davide Rossi - violín y chelo; arreglo de cuerdas.
Luane Homzy - violín
Desiree Hazley - violín.
Christian Eigner - programación original del tema Speak to Me; con Peter Gordeno programación original del tema Before We Drown.
Daniel Miller - A&R.
Anton Corbijn - portada, dirección artística y visuales.
Anja Grabert - asistencia de fotografía.
Yoël Temminck - asistencia de diseño para Antonymous BV.
Richard Butler, coescritor de Ghosts Again, Don't Say You Love Me, My Favourite Stranger y Caroline's Monkey.

## Sencillos
- Ghosts Again
- My Cosmos is Mine
- Wagging Tongue
- Speak to Me
- My Favourite Stranger
- Before We Drown
- People Are Good

El tema "Ghosts Again" fue el primer sencillo regular del álbum, con todo y correspondiente vídeo promocional, pero primero se había dado a conocer el tema "My Cosmos is Mine", el cual hasta posteriormente se publicó como sencillo en remezcla. "Wagging Tongue" fue el segundo sencillo regular, sin embargo, también solo en versión de remezclas, pero también con vídeo promocional.
Luego se publicó "Speak to Me" como sencillo en remezcla, y después "My Favourite Stranger", "Before We Drown" y "People Are Good" fueron publicados también como sencillos solo en remezclas, y aquéllos con sus respectivos vídeos promocionales.
Debido al modo actual de difusión de la música fue que la promoción de sencillos se hizo así, posteriormente se publicaron en ediciones físicas en doce pulgadas, sin quedar claro realmente cuáles eran sencillos regulares y cuáles promocionales, si es que cabe aún hacer esa distinción con los cambios en los modelos de distribución.
La liberación inicial de los siete sencillos se hizo de manera digital.

## Recepción
Las primeras críticas señalaron que Memento Mori es un álbum en que las expectativas se superan. Por otro lado, se observa como DM no cede a la monotonía inventiva, sino que siguen compitiendo contra sí mismos y se reinventan otra vez.
Otras críticas hicieron hincapié en que el grupo, ahora dueto, se encontró con una creatividad en su mejor momento y rescató a Dave Gahan tras considerar terminar con el grupo tras el fallecimiento de Fletcher, por lo cual Memento Mori es un nuevo álbum de transformación, construido aún en vida de Fletcher. De tal modo, el disco es un mensaje de aprovechar la vida.
Un detalle que llama la atención es que varias críticas lo señalen como el trabajo mejor calificado de DM desde 1997, es decir, desde el álbum Ultra, con el cual tiene en común además aparecer en un momento de coyuntura para el proyecto, aquel con la salida de Alan Wilder del grupo, con la cual muchos dieron por sentado el fin de Depeche Mode, y este tras el muy sentido fallecimiento de Andrew Fletcher, lo cual solo por unos días los llevó al terreno de la especulación del término del grupo, solo para que resurgieran dando a conocer que todo ya estaba planeado, pero les sorprendió su fallecimiento.
Visto de modo frío, continuar con la producción del material era lo más lógico, bien podían haber retrasado su producción, pero a su vez necesitaban distraerse en algo en lugar de solo estar pensando que todo había acabado.
La recepción del material ha sido mayormente positiva, con varios portales calificándolo como su mejor material desde Ultra. Realizado nuevamente bajo la producción de James Ford, esta ocasión se incorporó la ingeniera italiana Marta Salogni, de quien en principio se manejó que era también coproductora. No aparece acreditada así, sino solo como ingeniera y mezcladora adicional, sin embargo, a ella se atribuye la mejora en el sonido tras que los últimos discos, en particular los dos anteriores, fueran vistos como un tanto estancados en sonido.
Sobre el reto de trabajar como un dueto, cuando en realidad Andrew Fletcher no hacía nada a nivel creativo, Gahan admitió que no cambió mucho lo que estaban haciendo, pero debieron aprender a comunicarse de una manera diferente.

## Datos
- Es el primer álbum de DM publicado como dueto, además de haber colaborado Martin Gore por vez primera con un músico externo al proyecto para componer cuatro de los temas, lo cual le dio cierto carácter distinto a esas canciones.
  - Richard Butler, el coescritor de los cuatro temas con Gore, había trabajado hace 20 años con Vince Clarke, exmiembro de DM.
- Es el segundo disco en el cual Peter Gordeno participa como coescritor de un tema, otra vez con Dave Gahan y Christian Eigner.
- Después de 25 años, el tema "Speak to Me" es uno de los poquísimos de DM cantados por David Gahan sin segunda voz alguna.
- Con siete discos sencillos, Memento Mori es el álbum de DM con más temas desprendidos como promocionales.
- Con siete de sus canciones incluidas en concierto, Memento Mori es el primer disco del cual más temas son interpretados en vivo desde Songs of Faith and Devotion.

Debido a la pandemia de 2020, involuntariamente, el grupo rompió el ritmo que tenía establecido desde 1997 de publicar un nuevo material cada cuatro años, por lo que apareció seis años después del último, Spirit, tiempo en el cual se dio la pérdida de uno de sus miembros, lo cual fue un golpe coyuntural a DM, si bien Andrew Fletcher en la práctica no aportaba nada a nivel musical, sino solo para el mantenimiento de ellos como una asociación musical.

## Canción por canción
My Cosmos is Mine es un tema de cierta agresividad subyacente en su sonido y su letra, con una oscuridad implícita que recuerda el DM de 1986, con reminiscencias a un sonido más cósmico, del tipo de Waiting for the Night de 1990, en el cual la voz de Dave Gahan se convierte en una invitación perversa a adentrarse en un mundo de identidad, egoísmo y corrupción. Es el tema más oscuro de la colección, que abre con una voz que suena solo en trasfondo y una música en tono meramente sintético, que lleva a pensar a algunos en un sonido un tanto ajeno a DM, sin embargo, está más inscrito en la línea de los dos anteriores álbumes que el resto de temas.
Wagging Tongue es el cuarto tema compuesto por los ahora dos restantes miembros de DM, el cual es un ejercicio electrónico en clave de alegoría y fatalidad, con una letra en tono de drama conducido por una melodía en realidad idéntica a la del clásico Europa Endlos de Kraftwerk. El coro cantado por el dueto clama por ver a otro ángel morir, que es la constante de la colección, una exploración acerca de la muerte, en todas sus formas, hasta las más atrevidas, como en este tema que puede en cierto punto resultar incómodo para aquel purista de la religión, otro de los temas sempiternos en la discografía de DM.
Ghosts Again, primer sencillo publicado del álbum, es un tema de letra sencilla y reflexiva sobre como, después de todo, las vivencias que se obtienen, así como las cosas simples de la vida, se vuelve al punto en donde se inicia, a ser fantasmas de nuevo. Musicalmente cuenta con una base fácil, principalmente electrónica, con intro de guitarra eléctrica que a su vez cubre toda la canción. Es del disco una de las piezas menos experimentales, más comprometida con un sonido más tradicional de DM, si bien es de las coescritas por Martin Gore con Richard Butler, pero entre ambos lograron mantener el tradicional sonido del grupo.
Don't Say You Love Me tiene un sonido basado en un soul dolorido en tono de reclamo, con una musicalización más triste que el resto de temas del álbum, y de los más orgánicos contra el prevaleciente electrónico del álbum. Sin embargo, es en realidad de los temas más trabajados a nivel musical, con una cantaleta que recuerda ejercicios del pasado como The Sweetest Condition. Es además, el tema de sonido más rock del álbum.
My Favourite Stranger es un tema basado en un sonido rock rutilante, en un tempo que parece acelerarse, aunque en realidad se mantiene en todo momento igual, con una letra sugerente y oscura sobre misterio y descubrimiento. La musicalización es más orgánica que otros temas del álbum, pero exhibe una extraña calidad tecno que recuerda a la época más industrial de la banda. Es una suerte de mezcla entre una función rock y un tema pop en clave de tecno.
Soul With Me es un tema con una cierta inspiración soul en forma de una suave balada electrónica, abundante de letra con una analogía sobre el compromiso en las relaciones de pareja, temática frecuente de Martin Gore, quien además la canta. Encierro, ascendencia, todo es parte de su canto, haciéndolo en cierto punto un tema hedonista considerado por algunas críticas como el mejor de toda la colección. La música es de tipo más ambiental y moderada en tonos delicados con una percusión que parece invadir su melodía.
Caroline's Monkey es otro tema electrónico con una letra cínica sobre heridas y sanación, aunque en forma muy irónica. La composición musical es una de las más recargadas hacia el lado tradicional sintético de la banda, cantada buena parte a dos voces, que nuevamente se propone como un experimento sobre hedonismo y experimentación. Recuerda de algún modo distante las épocas industriales del grupo al basarse principalmente en efectos de percusión mediante cajas de ritmos.
Before We Drown es un tema en una vena tradicional de DM, con un sonido sintetizado, pleno en experimentación vocal y efectos, compuesto por David Gahan con los colaboradores Christian Eigner y Peter Gordeno, que hacen un tema corto candente, un tanto hedonista y provocativo, con una letra fantasiosa y una musicalización muy moderna, contemporánea, lo cual propone de nuevo un DM que no se estanca, sino que evoluciona, ve hacia adelante, acepta los retos y crea algo sutil.
People Are Good es un tema de cierta reminiscencia industrial, basado en sonidos de percusión mediante caja de ritmos y una letra un tanto dramática acerca de como siempre debe existir la fe en la bondad de la gente. Está construido como un tema tradicional de synth pop, solo en dos movimientos, con las estrofas, puente y el coro. El sonido es duro, poco condescendiente, casi un lamento al sufrir que todos los seres humanos son intrínsecamente malos.
Always You es otra exaltada toma sobre amor desesperado, sentado sobre una forma de electrónica tradicional, con sonidos sintetizados y una forma contemporánea de melodía con elementos de rock electrónico y experimentalismo con sonidos de vacío. La letra es sobre el amor sin opciones, algo así como cuando se ha encontrado el amor perfecto y no se entrega, sino que casi se exige el compromiso por haberse entregado por completo.
Never Let Me Go se presenta a manera de una balada salvaje, con una melodía electro acústica sentada sobre sonidos de reminiscencia industrial suave o experimentalismo con cercanías al trip hop. Es una alegoría acerca del amor incondicional llevado a extremos de obsesión, sin concesiones y desplegando esa calidad de egoísmo que tiene todo tema de amor, basado en un ritmo cadencioso más cercano al electro rock que a un tema de electrónica pura, con versos en que la voz es un clamor despiadado sobre lo que se desea al tenerlo todo.
Speak to Me es un canto oscuro en busca de comprensión. Construido sobre una melodía recargada hacia el lado más sintético de DM, es un tema de profundidad lírica en que se pide entendimiento y comprensión, en tonos graves y a un tempo lento para darle una cualidad más dramática, comenzando por la curiosidad de ser un tema aportado por el tardía compositor Dave Gahan con el baterista Christian Eigner, que fue trabajada por Marta Salogni y el propio James Ford, como un cierre triste y dramático para la colección, que bien puede imponerse como un testamento de la carrera de Depeche Mode.